# Sonata per a violoncel i piano núm. 5 (Beethoven)
La Sonata per a violoncel i piano núm. 5 en re major, Op. 102 núm. 2, de Ludwig van Beethoven fou composta el 1815 i publicada el 1817. És la segona de les dues Sonates per a violoncel i piano, Op. 102, dedicades a la Comtessa Maria von Erdödy.
Tot i que no són tan famoses com la Sonata per a violoncel i piano núm. 3, aquestes dues sonates formen part també del gran repertori per a violoncel i piano. La seva interpretació dura aproximadament 18 minuts.

## Les dues sonates per a violoncel Op. 102
Les dues Sonates per a violoncel i piano, Op. 102, es van compondre entre finals de 1812 i 1817, període en què Beethoven, malmès i superat per tota mena de dificultats, va experimentar un període de silenci literal i figuratiu, ja que la seva sordesa va anar augmentant encara més i la seva productivitat va disminuir. Set anys després de la Sonata per a violoncel núm. 3, la complexitat de la seva composició i mostres del seu caràcter visionari (com la recent composta Sonata per a piano Op 101) comença l'anomenat «tercer període» de Beethoven o període tardà.

## Moviments
L'obra consta de tres moviments:
- Allegro con brio
- Adagio con molto sentimiento d'addetto
- Allegro fugato

Tot i que aquesta sonata és més accessible i està estructurada d'una manera més convencional, la fuga final prefigura els fugats finals de la Sonata Hammerklavier i els darrers quartets de corda de Beethoven.

## Enregistraments
Pau Casals, és un dels grans referents de la interpretació de la música de cambra i els concerts per a violoncel. Va enregistrar com a mínim dues vegades les cinc sonates de violoncel de Beethoven, a més d'una sèrie d'enregistraments de sonates individuals; totes van ser referents fonamentals per a interpretacions posteriors. El primer d'aquests conjunts fou enregistrat en la dècada de 1930, amb els pianistes Otto Schulhof (núm. 3, gravat el 1930) i amb Mieczysław Horszowski (núm. 4, el 1936 i núm. 1, 2 i 5, el 1939) (EMI Classics 7243 5 65185). El segon estudi complet de Casals de les sonates Beethoven va ser gravat amb Rudolf Serkin al Festival de Perpinyà de 1951 (núm. 2) i al Festival de Prades de 1953 (números 1, 3-5) (Sony Classical SM2K 58985).
Les interpretacions del violoncel·lista letó Mischa Maisky amb la pianista argentina Martha Argerich són molt valorades (DG 437514, 1993, que ha estat reeditada per ArchivMusic). També les del duet rus del violoncel·lista Mstislav Rostropóvitx i el pianista Sviatoslav Richter segueixen uns estàndards d'excel·lència (Philips Duo 442565, 1961-1963).
Altres enregistraments destacats:
- Artur Schnabel i Pierre Fournier, 1947-1948 (Strings, 1998)
- Solomon Cutner i Gregor Piatigorsky, 1954 (HMV)
- Pierre Fournier i Friedrich Gulda, 1959.
- Jacqueline du Pré i Daniel Barenboim (EMI, 1970)
- Arling Blöndal Bengtsson i Ankel Blyme, 1984 (Danacord, 1988)
- Antonio Meneses i Menahem Pressler, 2007 (Avie, 2008)